# Canthidium marseuli
Canthidium marseuli är en skalbaggsart som beskrevs av Edgar von Harold 1867. Canthidium marseuli ingår i släktet Canthidium och familjen bladhorningar. Inga underarter finns listade.